# Метличинови
Метличиновите (Cynareae) са триб растения от семейство Сложноцветни (Asteraceae).
Таксонът е описан за пръв път от германския ботаник Кристиан Фридрих Лесинг през 1830 година.

## Родове
- Anacantha
- Arctium – Репей
- Berardia
- Carduus
- Carlina
- Carthamus
- Centaurea - Метличина
- Cheirolophus
- Cirsium – Паламида
- Cynara – Артишок
- Echinops
- Oligochaeta
- Onopordum
- Rhaponticum – Рапонтикум
- Saussurea
- Serratula
- Silybum